# H3 School
H3 School (H3スクール!) est un manga écrit et dessiné par Rie Takada. Il a été publié entre 2003 et 2005 dans le magazine Shōjo Comic, puis compilé en un total de cinq tomes. La version française est éditée par Kurokawa depuis 2006.

## Synopsis
Une jeune fille, dont le lycée pour fille est contraint de s'associer avec un autre lycée entièrement composé de garçons, rencontre un jeune homme qui, au premier abord, est tout à fait indifférent à ses charmes, mais qui par la suite tombe amoureux d'elle. Le couple Yasuaki et Hanabi rencontre beaucoup de difficultés à cause d'Aïdo, Takeru, Kuon...

## Personnages
- Hanabi Ozora (大空花美, Ōzora Hanabi?) est l'héroïne de l'histoire. Ancienne idole de son lycée, Hanabi est un vrai garçon manqué mais au cœur d'ange. Elle tombe rapidement amoureuse de Yasuaki, un élève de sa nouvelle école. Elle est très complexée par ses cheveux qu'elle trouve trop ébouriffés.
- Yasuaki Garaku (雅楽 恭明, Garaku Yasuaki?) est le vice-président de l'association des élèves du lycée Meïbi. Il est très cool mais n'apprécie pas les filles, malgré son succès incontestable auprès d'elles. Il se détache ainsi du reste de sa famille qui est composée uniquement d'hommes à femme. Au début de leur rencontre, le courant ne passe pas du tout entre Hanabi et lui mais ils finissent par devenir inséparables. Hanabi hésite à lui avouer ses sentiments mais c'est finalement lui qui lui présente les siens devant toute l'assemblée, ce qui fait d'eux le couple vedette du lycée.
- Tokihisa Aïdo (会童 時久, Aïdo Tokihisa?) dit lui-même être le numéro 2 de Meïbi, le numéro 1 étant son ami d'enfance Yasuaki qui est son éternel rival. Il est amoureux de Hanabi mais c'est à sens unique.
- Yoshitomo Kuon (久遠 良知, Kuon Yoshitomo?) est le président de l'association des élèves. C'est un brillant élève, dont le père est directeur d'une école d'art floral. Mais personne ne sait qui se cache derrière son visage angélique...
- Takeru Suno est l'ami d'enfance de Hanabi et revient du Danemark après 10 ans d'absence. Il se présente comme "l'homme qui a fait grandir Hanabi" mais est plutôt provoquant et entreprenant. Il est aux yeux d'Hanabi tout aussi beau que Yasuaki.

## Liste des volumes
| no | Japonais         | Japonais   | Français          | Français          |
| no | Date de sortie   | ISBN       | Date de sortie    | ISBN              |
| -- | ---------------- | ---------- | ----------------- | ----------------- |
| 1  | 19 décembre 2003 | 4091360572 | 11 mai 2006       | 978-2-351-42098-0 |
| 2  | 26 mars 2004     | 4091360580 | 13 juillet 2006   | 978-2-351-42100-0 |
| 3  | 25 juin 2004     | 4091360599 | 14 septembre 2006 | 978-2-351-42117-8 |
| 4  | 26 octobre 2004  | 4091360602 | 23 novembre 2006  | 978-2-351-42118-5 |
| 5  | 25 février 2005  | 409130088X | 11 janvier 2007   | 978-2-351-42119-2 |